# Reńsko (województwo wielkopolskie)
Reńsko (hist. pol. Ręcsko) – wieś w Polsce położona w województwie wielkopolskim, w powiecie grodziskim, w gminie Wielichowo.
W sąsiedztwie wsi przepływa Środkowy Kanał Obry.

## Nazwa
Miejscowość pierwotnie związana była z Wielkopolską. Ma metrykę średniowieczną i istnieje co najmniej od końca XIV wieku. Pierwotnie nazywała się Ręcsko. Po raz pierwszy wymieniana w łacińskim dokumencie z 1396 jako Ranczczko, Rancczko, a w 1405 Ranczsko. W 1420 odnotowano odmiejscowe nazwisko Ransky, w 1424 zwrot na Ranczsku, a dalej w 1425 Ranczsco, 1425 Ranczssco, 1425 między Ranczskem, 1428 ponownie odmiejscowe nazwisko Raczsky, Rąnczsky, 1428 Ranczko, 1428 Raczsko, 1432 odmiejscowe nazwisko Randsky, a w 1443 Ronczski, 1444 Ronszko, 1459 Ranczska, 1463 Rączko, Rąnczko, 1466 Reczko, 1482 Ranthszko, 1500 nazwisko Raczke, 1566 Renczko, 1567 nazwisko Reczka, 1580 Renczko, 1592 zwrot od Ręncka.
Jak wynika z dawnych zapisów historycznych nazwa zmieniła się i kiedyś brzmiała Ręcsko zanim wieś stała się Reńskiem.

## Historia
Tereny, na których leży miejscowość były jednak zasiedlone wcześniej niż odnotowują to zachowane, archiwalne zapisy historyczne. Na łąkach wśród lasów w dolinie Obry, w odległości ok. 1500 m na południe od wsi znajduje się dobrze zachowane grodzisko wklęsłe owalne o wymiarach 57x70 metrów o wysokości wałów 1,5-2,5 m. Od wschodu i zachodu okalające je wały są obniżone i przebiega obok nich rodzaj grobli przez fosę o szerokości 5 metrów i głębokości 0,8 metra, która otacza wokół cały gród. Badania powierzchniowe przeprowadzone w 1922 oraz weryfikacyjne, które odbyły się w roku 1977 ujawniły cztery fragmenty naczyń grubej roboty pochodzące z około IX wieku.
Początkowo wieś była częścią opola przemęckiego stanowiącego relikt plemiennej wspólnoty rodowo-terytorialnej na tym terenie, które w średniowieczu stało się okręgiem przynależnym do lokalnej kasztelanii. W 1417 miejscowość odnotowana została jako jedna ze wsi w tym opolu, która miała zapłacić karę Przybysławowi Gryżyńskiemu z powodu niesłusznego pozwu.
Miejscowość początkowo była własnością rycerską należącą do lokalnej szlachty wielkopolskiej z rodu Ręcskich, którzy od nazwy wsi utworzyli swoje odmiejscowe nazwisko, w później także Zbąskich, Kotowieckich, Ossowskich. W 1463 leżała ona w powiecie kościańskim Korony Królestwa Polskiego. W 1580 była częścią parafii Wilkowo Polskie.
W 1396 właścicielką wsi była Małgorzata z Reńska, która pozwana została przez Wyszka Granowskiego z Parzęczewa. W latach 1419–1449 właścicielem wsi był Michał Ręcski wicepodkomorzy kościański w latach 1426-30, wicesędzia kościański (1432-33), wicechorąży kościański (1434-36) oraz prawdopodobnie także rycerz pasowany i komandor joannitów poznańskich. W latach 1424–1434 wraz z bratem Mikołajem z Reńska toczył spory przed sądem ziemskim z Mikołajem oraz Tomaszem o granice pomiędzy Reńskiem i Parzęczewem. W 1793 właścicielem Reńska był Wincenty Zbijewski, dziedzic Białcza.
W 1463 Stanisław Zbąski sprzedał odziedziczoną wieś Reńsko Kasprowi Proskiemu z Dąbrowy koło Wolsztyna za 350 grzywien, a Kasper zapisuje na niej po 40 grzywien posagu i wiana swej żonie Dorocie. W 1466 Jakub Szwab dał swojemu bratu Wincentemu  1/3 swoich dóbr po ojcu w Dąbrowie i Reńsku. W 1469 Wincenty sprzedaje z zastrzeżeniem prawa odkupu Arnoldowi opatowi klasztoru w Obrze całą wieś Reńsko za 100 grzywien. W latach 1466–1469 dziedzicami we wsi byli Wincenty, Jakub oraz Marcin Szwab Dąbrowscy z Dąbrowy, a także Kotowieccy z Kotusza. W 1475-1489 Jan Dąbrowski dziedzic w Reńsku, brat Wincentego, Marcina i Jakuba. W 1475 Jan Dąbrowski, który  otrzymał od braci Reńsko i od nazwy wsi przyjął nazwisko Ręcski zapisując na nim swojej żonie Barbarze po 100 grzywien posagu i wiana. W 1477 sprzedał z zastrzeżeniem prawa odkupu połowę wsi Andrzejowi Popowskiemu za 50 grzywiena ten z kolei w 1478 zapisał żonie Annie po 70 grzywien posagu i wiana na 1/8 Reńska oraz na 25 grzywnach, które miał zapisane na wsi.
W latach 1500–1531 dziedzicem we wsi był burgrabia starościński Kościana Andrzej Ręcski. W 1504 na połowie wsi Reńsko, którą nabył od brata, oraz na folwarku, domu oraz okolicznych lasach, zapisał on swej żonie Helenie Niemierzyckiej po 130 florenów węgierskich posagu oraz wiana. W latach 1537-60 dziedzicami wsi byli synowie Andrzeja Ręcskiego Jakub oraz Jan. W 1538 Jakub zobowiązał się wydzierżawić na 6 lat bratu Janowi swoją część wsi. W 1540 Jakub zgodził się, aby brat Jan zapisał na jego części Reńska 100 grzywien oprawy swojej przyszłej żony Katarzynie Bojanowskiej. W 1540 Jan zapisał wspomnianej Katarzynie po 130 grzywien posagu oraz wiana na połowach swoich części w Reńsku, które przypadły mu w dziale z bratem Jakubem.
Wieś odnotowały historyczne rejestry podatkowe. W 1530 odnotowano we wsi pobór podatków od 1,5 łana osiadłego. W 1563 wieś nie zapłaciła poboru. W 1562 wieś uległa pożarowi i została spalona. W 1580 płatnikiem poboru z Reńska i Wilkowa Polskiego był właściciel wsi Mikołaj Ossowski, który zapłacił pobór od 2 łanów, 5 zagrodników oraz od jednego rzemieślnika.
W wyniku II rozbioru Rzeczypospolitej w 1793, miejscowość przeszła w posiadanie Prus i jak cała Wielkopolska znalazła się w zaborze pruskim. W okresie Wielkiego Księstwa Poznańskiego (1815–1848) miejscowość wzmiankowana jako Reńsko Olendry należała do wsi większych w ówczesnym pruskim powiecie Kosten rejencji poznańskiej. Reńsko Olendry należało do okręgu wielichowskiego tego powiatu i stanowiło część prywatnego majątku Białcz, którego właścicielem była wówczas Zbiewska. Według spisu urzędowego z 1837 roku Reńsko Olendry liczyło 211 mieszkańców, którzy zamieszkiwali 28 dymów (domostw).
Pod koniec XIX wieku Reńsko nadal wchodziło w skład powiatu kościańskiego (Śmigiel). Liczyło wtedy 37 domostw i 279 mieszkańców, wśród których 43 było katolikami, a 236 protestantami. Właścicielem folwarku Reńsko (2 domostwa, 15 mieszkańców) był Marceli Żółtowski.
Do 1945 roku większość ludności wsi stanowili Niemcy – ewangelicy, którzy uciekli z Reńska przed zbliżającym się frontem.
W latach 1975–1998 miejscowość położona była w województwie poznańskim. W 2011 Reńsko liczyło 116 mieszkańców.
Przez Reńsko przebiega zielony znakowany szlak pieszy z Ziemina do Książa Wielkopolskiego.